# Trebišnjica

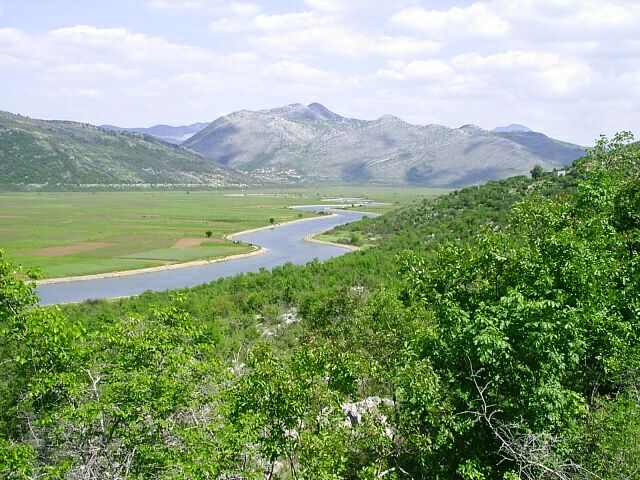
Regulovaný tok řeky nedaleko Popovog Polja.

Trebišnjica (v srbské cyrilici Требишњица) je ponorná řeka v jižní části Bosně a Hercegovině. Vzniká soutokem dvou potoků; Mušnica a Gračanica v blízkosti horských masivů Lebršnik a Čemerno v nadmořské výšce 398 m. Její tok je dlouhý 96,5 km a povodí má rozlohu 2 250 m2. Protéká rozsáhlým krasovým územím. Na některých místech proto mizí v podzemí a znovu se objevuje jinde a pod jiným názvem; je součástí rozsáhlé sítě podzemních proudů, které se v jižní Hercegovině nacházejí. Ústí do Jaderského moře poblíž Dubrovníka.
Jediným větším městem, kterým protéká, je Trebinje, podle kterého také nese řeka svůj název.[zdroj?]
Podobně jako jiné řeky v Bosně a Hercegovině, i Trebišnjica byla využívána k výrobě energie. Z rozsáhlého projektu výstavby celkem sedmi přehrad byly zrealizovány ovšem zatím jen čtyři; Trebinje I., Trebinje II., Dubrovnik a Čapljina. První z nich byla uvedena do provozu roku 1965 a poslední v roce 1979. V témže roce byla také část koryta řeky vybetonována, aby se zamezilo únikům vody, nezbytné pro výrobu elektrického proudu. Od té doby se tak vody Trebišnjice v oblasti Popovog polja neztrácejí, ale pokračují dále do Bilećkého jezera, kde je odtok do podzemí regulován.